# Zweifarben-Glanzstar
Der Zweifarben-Glanzstar (Lamprotornis bicolor) ist eine endemisch in Südafrika, einschließlich der Königreiche Lesotho und Eswatini vorkommende Vogelart der Gattung Eigentliche Glanzstare (Lamprotornis), der Familie der Stare (Sturnidae) aus der Ordnung der Sperlingsvögel (Passeriformes). Bis vor einigen Jahren zählte er zu der Gattung Spreo, die jedoch auf Grund gentechnischer Analysen, heute in die Gattung Lamprotornis eingeordnet wird. Seine Art gilt als mittel großer Star, der sich überwiegend von tierischem Eiweiß wie Insekten, Gliederfüßern und kleinen Amphibien ernährt. Kleine Früchte und Samen stehen aber ebenso auf seinem Speiseplan. Er besiedelt semiaride offene Flächen, Grasland bis hin zu offenen Flächen an Flüssen und Meer.

## Merkmale

### Körper und Gefieder
Der Zweifarben-Glanzstar ist zwischen 25 und 27 cm groß und hat ein Gewicht von 93 – 113 Gramm, wobei die Weibchen etwas kleiner ausfallen als die Männchen.
Das Gefieder auf der Oberseite hat eine glänzende Farbe. Der Zweifarben-Glanzstar besitzt sogenannte Strukturfedern, die ihre Farben ohne Pigmente durch Lichtbrechung hervorrufen. Der besondere Glanz wird durch die in der Struktur der Federn eingebundenen Melanosome in den Melanozyten, die unter einem Keratinfilm liegen, hervorgerufen. Das Besondere an seinen runden Melanosomen ist, dass diese innen hohl sind.
Er hat ein weitgehend braunes Gefieder mit einem teilweise ölig grünen Glanz. Der Unterbauch und der Steiß sind weißlich gefiedert. Der Schnabel ist Schwarz und ab dem Unterkiefer bis unterhalb der Augen hat er eine gelb gefärbte längliche schmale Partie mit einem schwarzen Rand. Die Beine und Füße sind Schwarz.

### Augen
Die Iris der Augen des adulten Zweifarben-Glanzstares ist weiß. Wie die meisten Vogelarten, außer den nachtaktiven Vögeln, sehen die  Zweifarben-Glanzstare ihre Umwelt anders als wir Menschen. Im Gegensatz zum Menschen hat der Star für das Farbsehen vier und nicht nur drei Fotorezeptortypen (auch Sehzellen genannt) auf der Retina (Netzhaut). Neben den für das Schwarz-Weiß-Sehen zuständigen dünneren stäbchenförmigen Rezeptoren, sind vier zapfenförmige Rezeptortypen für die Farbwahrnehmung bei den Staren zuständig (tetrachromatisches Sehen). Drei der vier zapfenförmigen Rezeptortypen sind für den in vom Menschen sichtbaren Bereich des Lichtes (trichromatisches Sehen) zuständig, welche die drei Grundfarben rot, grün und blau sichtbar machen. Der vierte Rezeptor ist für die Wahrnehmungen im Bereich des ultravioletten Lichtes verantwortlich, welches für den  Menschen nicht sichtbar ist. Der Lichteinfall regt die verschiedenen Rezeptortypen innerhalb der stark gefalteten und mit unterschiedlich farbigen Öltröpfchen versehenen Membranen verschieden intensiv an. Auf die unterschiedlichen Wellenlängen des Lichtes reagieren die jeweils zuständigen Rezeptoren mehr oder weniger stark, so dass die unterschiedlichen Farben und Farbtöne wahrgenommen werden. Der gegenüber dem Menschen zusätzliche UV-Rezeptor lässt die Stare unsere Umwelt erheblich differenzierter bzw. anders wahrnehmen. So ist der Star in der Lage, mit Hilfe der UV-Rezeptoren Unterschiede bei den Artgenossen, den Reifegrad der Früchte oder Spuren, die wir nicht sehen, besser und einfacher zu erkennen.

### Lautäußerungen
Er gibt im Flug bzw. beim Start oft ein wiiek-wiiek von sich und baut ähnliche Laute in seine Melodien ein. Bei Alarm gibt er ein scharfes „skuoak“ von sich.

### Juvenile
Die Juvenilen entsprechen weitgehend den adulten Zweifarben-Glanzstaren, jedoch ist ihr Gefieder von einem matten schwarz und die Partie am Unterkiefer in einem gelblichen Weiß. Erst nach 4–6 Monaten bildet sich der Glanz in ihrem Gefieder und die Farben werden intensiver. Die Iris der Augen sind braun und diese werden erst nach einem Jahr langsam von außen nach innen weiß und erreichen den adulten Status erst nach etwa 2 Jahren.

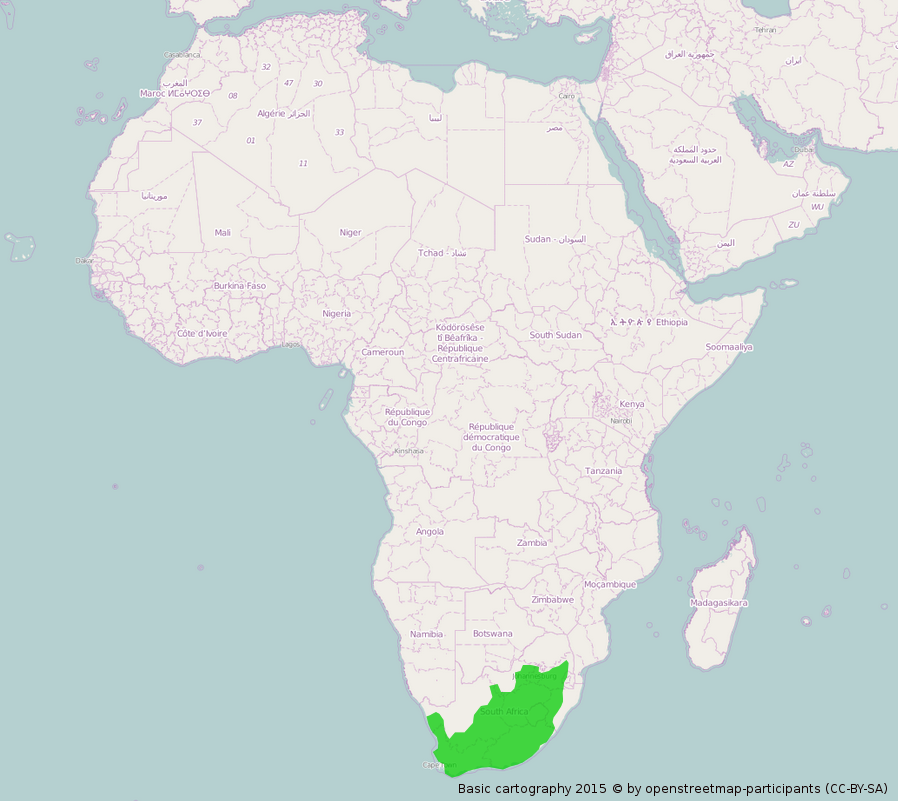
Verbreitungsgebiet des Zweifarben-Glanzstar (Lamprotornis bicolor)

## Lebensraum und Verbreitung
Der Zweifarben-Glanzstar ist eine endemisch im südlichen Afrika vorkommende Art. Sein Verbreitungsgebiet beträgt etwa 788.000 km² und liegt in Südafrika einschließlich der Königreiche Lesotho und Eswatini, wobei er in Eswatini weniger verbreitet ist. Seine Entdeckung erfolgte in der Region der Kap-Halbinsel, wo er heute nicht mehr zu finden sein soll. Seine Verbreitung im südlichen Afrika ist oft durch lokale Aufkommen geprägt. Er bevorzugt offene sowohl semiaride Flächen als auch Grasland, Felder und Weiden sowie dünn besiedelte Gegenden oder auch kleine Städte, aber auch Küstenregionen mit von Gezeiten abhängigen Flächen gehören zu seinem Lebensraum. Städte mit dichter Bebauung oder Wälder meidet er ebenso wie wüstenähnliche Gebiete. Er ist von der Meereshöhe in einigen Küstenregionen bis hinauf auf 2.500 m in den Drakensbergen vorzufinden. Im Natal (KwaZulu-Natal) findet sich der Zweifarben-Glanzstar ab 1200 m über Meereshöhe.

## Lebensweise und Verhalten
Der Zweifarben-Glanzstar tritt regelmäßig in kleineren Gruppen von 15 – 25 Vögeln rund um das Jahr auf. Oft befinden sich in diesen Gruppen auch die noch nicht erwachsenen Jungvögel der Eltern. Besonderes territoriales Verhalten ist bei dieser Art nicht bekannt. In ihren Schlafstätten bilden sie Scharen von bis zu 1000 Vögel, manchmal auch zusammen mit anderen Vogelarten wie dem Lappenstar (Creatophora cinerea), Webervögeln der Gattung Ploceus oder auch dem Rötelfalke (Falco naumanni). Auffällig ist sein besonders aufrechter Stand im Gegensatz zu den meisten anderen Eigentlichen Glanzstaren sowie sein strenger stechend wirkender Blick. Als seine natürlichen Feinde gelten der Zwergadler (Aquila pennatus) als auch der Wanderfalke (Falco peregrinus).
Er ernährt sich vorwiegend auf dem Boden laufend von verschiedensten Insekten, wie unter anderem Ameisen, Termiten, verschiedenste Käfer, Libellen, Heuschrecken sowie Gliederfüßer (Arthropoda) und kleinen Amphibien oder auch Ektoparasiten von Schafen und Kühen. Ebenso sitzt er auf Ästen in Bäumen, um dort kleine Früchte wie die der Feigenarten (Ficus), Weintrauben und andere Beeren zu verzehren, aber auch verschiedenste Samen wie aus der Gattung der Melden (Atriplex), Mispeln (Cotoneaster) und andere. Auch Nektar von Aloe oder Agave zählen zu seinen Nahrungsquellen. Regelmäßig füttern sich die Zweifarben-Glanzstare gegenseitig, wobei der Fütternde in einer sehr aufrechten Position steht und der Empfänger leicht in die Hocke geht. Andere dicht dabei stehende Stare betteln gerne währenddessen, werden dann aber ignoriert. Meist sind es die fast erwachsenen Vögel die gleichaltrige aus derselben Bruteinheit füttern. Es scheint unter den Gruppenmitgliedern eine nach Dominanz gesteuerte Ordnung zu geben, die sich äußerlich über die Größe der weißen Iris darstellt. Vögel mit einer größeren weißen Iris sind meist dominant gegenüber denen mit noch großen dunklen Pupillen und wenig weißer Iris. Dies lässt den Rückschluss zu, dass dies auf das unterschiedliche Alter der noch nicht erwachsenen Vögel zurückzuführen ist.

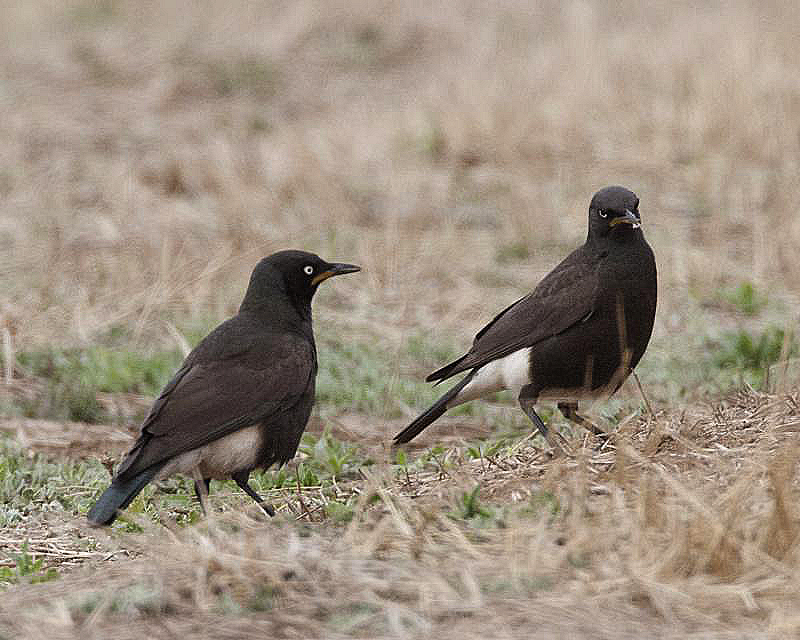
Ein adulter (Vordergrund) und ein Jung-Erwachsener Zweifarben-Glanzstar im 2. Lebensjahr (Hintergrund)

## Fortpflanzung
Die Zweifarben-Glanzstare gelten als monogame und kooperative Brüter, die oft auch 30 bis 50  Tage nach der ersten Brut ein zweites Mal im Jahr brüten. Sie bauen ihre Nester mit ungefähr 1 m langen tunnelartigen Zugängen und sich daran anschließender Nesthöhle. Dies können sowohl Spalten in Felsen, Wänden oder Straßen als auch sandige Flussuferbänke oder schmalere Rohre sein. Das Baumaterial der Nester besteht aus Gras, schlammigem Schilf, Wurzeln, Wolle, Papierstreifen, Schlangenhaut und anderem geeignet erscheinendem Material.
Sie legen zwischen 2 und 6 ovale, glänzende, grünlich-blaue Eier, die manchmal auch rötlich gesprenkelt sein können. Die Brutzeiten sind regional sehr unterschiedlich und meist abhängig von sich anschließenden Regenzeiten, die eine Fütterung des Nachwuchses einfacher macht. In manchen Regionen beträgt die Brutzeit nur wenige Monate im Jahr (Kapregion), während in anderen ganzjährig gebrütet wird. Die Hauptbrutzeiten liegen zwischen September und Januar, in denen das Weibchen die Eier 14 bis 16 Tage, wie dies bei den meisten Eigentlichen Glanzstaren der Fall ist, alleine ausbrütet. Die sich anschließende Aufzucht erfolgt durch beide Elternteile und bis zu 7 weiteren Bruthelfern, die sich meist aus den noch nicht erwachsenen Jungvögeln der vorherigen Brut oder nicht brütenden erwachsenen Zweifarben-Glanzstaren zusammensetzen. Die Bruthelfer bringen Futter an bis zu 3 Nester gleichzeitig, wobei sie meist ein  Nest bevorzugt bedienen. Gelegentlich legen sie dabei die Nahrung einige Meter vor einem Nest ab. Dies lässt die Schlussfolgerung zu, dass dieses Futter von den zur Brutgemeinschaft gehörigen Mitgliedern weitergereicht wird. Die Nestlinge werden mit nackter Haut geboren, entwickeln ab dem 6. Tag ihr Gefieder und werden 23 bis 27 Tage im Nest betreut. Nach Verlassen des Nestes füttern die Eltern und Helfer die Jungvögel noch mindestens 14 Tage weiter.
Als Brutparasiten des Zweifarben-Glanzstars sind sowohl der Große Honiganzeiger (indicator indicator) als auch der Kleine Honiganzeiger (indicator minor) sowie der Häherkuckuck (Clamator glandarius) bekannt.

## Gefährdungssituation
Gesicherte Angaben zur Größe des Weltbestandes gibt es nicht, die Art gilt jedoch im größten Teil ihres Verbreitungsgebietes als häufig und der Bestand als stabil. Der Zweifarben-Glanzstar wird von der IUCN daher als ungefährdet („least concern“) eingestuft.

## Systematik
Der Zweifarben-Glanzstar steht innerhalb der Gattung der Eigentlichen Glanzstare (Lamprotornis) in einer Verwandtschaftsgruppe mit 6 weiteren Arten. Seine Schwesterarten Weißscheitel-Glanzstar (Lamprotornis albicapillus) und der Fischerglanzstar (Lamprotornis fischeri) bildeten zuletzt bis Anfang des  21. Jahrhunderts die eigene Gattung Spreo.  Auf Grund mitochondrialer und nukleärer gentechnischer Analysen und den inzwischen als gesichert geltenden Erkenntnissen daraus, sind diese drei Arten in die Gattung Lamprotornis eingeordnet worden. Dennoch finden sich einige Veröffentlichungen auch weiterhin unter dem Gattungsnamen Spreo bicolor.
Die nachfolgende Klade stellt einen Teil der Einordnung innerhalb des Stammbaumes der Eigentlichen Glanzstare dar.
|  | Prinzenglanzstar (Lamprotornis ornatus)   |
|  |                                           |
|  | Prachtglanzstar (Lamprotornis splendidus) |
|  |                                           |

|  | Zweifarben-Glanzstar (Lamprotornis bicolor)                                                                                     |
|  | |
|  | \| \| Weißscheitel-Glanzstar (Lamprotornis albicapillus) \| \| \| \| \| \| Fischerglanzstar (Lamprotornis fisherii) \| \| \| \| |
|  | |
|  | Weißscheitel-Glanzstar (Lamprotornis albicapillus)                                                                              |
|  | |
|  | Fischerglanzstar (Lamprotornis fisherii)                                                                                        |
|  | |

|  | Weißscheitel-Glanzstar (Lamprotornis albicapillus) |
|  |                                                    |
|  | Fischerglanzstar (Lamprotornis fisherii)           |
|  |                                                    |

|  | Zweifarben-Glanzstar (Lamprotornis bicolor)                                                                                     |
|  | |
|  | \| \| Weißscheitel-Glanzstar (Lamprotornis albicapillus) \| \| \| \| \| \| Fischerglanzstar (Lamprotornis fisherii) \| \| \| \| |
|  | |
|  | Weißscheitel-Glanzstar (Lamprotornis albicapillus)                                                                              |
|  | |
|  | Fischerglanzstar (Lamprotornis fisherii)                                                                                        |
|  | |

|  | Weißscheitel-Glanzstar (Lamprotornis albicapillus) |
|  |                                                    |
|  | Fischerglanzstar (Lamprotornis fisherii)           |
|  |                                                    |

|  | Zweifarben-Glanzstar (Lamprotornis bicolor)                                                                                     |
|  | |
|  | \| \| Weißscheitel-Glanzstar (Lamprotornis albicapillus) \| \| \| \| \| \| Fischerglanzstar (Lamprotornis fisherii) \| \| \| \| |
|  | |
|  | Weißscheitel-Glanzstar (Lamprotornis albicapillus)                                                                              |
|  | |
|  | Fischerglanzstar (Lamprotornis fisherii)                                                                                        |
|  | |

|  | Weißscheitel-Glanzstar (Lamprotornis albicapillus) |
|  |                                                    |
|  | Fischerglanzstar (Lamprotornis fisherii)           |
|  |                                                    |

|  | Zweifarben-Glanzstar (Lamprotornis bicolor)                                                                                     |
|  | |
|  | \| \| Weißscheitel-Glanzstar (Lamprotornis albicapillus) \| \| \| \| \| \| Fischerglanzstar (Lamprotornis fisherii) \| \| \| \| |
|  | |
|  | Weißscheitel-Glanzstar (Lamprotornis albicapillus)                                                                              |
|  | |
|  | Fischerglanzstar (Lamprotornis fisherii)                                                                                        |
|  | |

|  | Weißscheitel-Glanzstar (Lamprotornis albicapillus) |
|  |                                                    |
|  | Fischerglanzstar (Lamprotornis fisherii)           |
|  |                                                    |

|  | Zweifarben-Glanzstar (Lamprotornis bicolor)                                                                                     |
|  | |
|  | \| \| Weißscheitel-Glanzstar (Lamprotornis albicapillus) \| \| \| \| \| \| Fischerglanzstar (Lamprotornis fisherii) \| \| \| \| |
|  | |
|  | Weißscheitel-Glanzstar (Lamprotornis albicapillus)                                                                              |
|  | |
|  | Fischerglanzstar (Lamprotornis fisherii)                                                                                        |
|  | |

|  | Weißscheitel-Glanzstar (Lamprotornis albicapillus) |
|  |                                                    |
|  | Fischerglanzstar (Lamprotornis fisherii)           |
|  |                                                    |

|  | Zweifarben-Glanzstar (Lamprotornis bicolor)                                                                                     |
|  | |
|  | \| \| Weißscheitel-Glanzstar (Lamprotornis albicapillus) \| \| \| \| \| \| Fischerglanzstar (Lamprotornis fisherii) \| \| \| \| |
|  | |
|  | Weißscheitel-Glanzstar (Lamprotornis albicapillus)                                                                              |
|  | |
|  | Fischerglanzstar (Lamprotornis fisherii)                                                                                        |
|  | |

|  | Weißscheitel-Glanzstar (Lamprotornis albicapillus) |
|  |                                                    |
|  | Fischerglanzstar (Lamprotornis fisherii)           |
|  |                                                    |

|  | Zweifarben-Glanzstar (Lamprotornis bicolor)                                                                                     |
|  | |
|  | \| \| Weißscheitel-Glanzstar (Lamprotornis albicapillus) \| \| \| \| \| \| Fischerglanzstar (Lamprotornis fisherii) \| \| \| \| |
|  | |
|  | Weißscheitel-Glanzstar (Lamprotornis albicapillus)                                                                              |
|  | |
|  | Fischerglanzstar (Lamprotornis fisherii)                                                                                        |
|  | |

|  | Weißscheitel-Glanzstar (Lamprotornis albicapillus) |
|  |                                                    |
|  | Fischerglanzstar (Lamprotornis fisherii)           |
|  |                                                    |

|  | Zweifarben-Glanzstar (Lamprotornis bicolor)                                                                                     |
|  | |
|  | \| \| Weißscheitel-Glanzstar (Lamprotornis albicapillus) \| \| \| \| \| \| Fischerglanzstar (Lamprotornis fisherii) \| \| \| \| |
|  | |
|  | Weißscheitel-Glanzstar (Lamprotornis albicapillus)                                                                              |
|  | |
|  | Fischerglanzstar (Lamprotornis fisherii)                                                                                        |
|  | |

|  | Weißscheitel-Glanzstar (Lamprotornis albicapillus) |
|  |                                                    |
|  | Fischerglanzstar (Lamprotornis fisherii)           |
|  |                                                    |

|  | Prinzenglanzstar (Lamprotornis ornatus)   |
|  |                                           |
|  | Prachtglanzstar (Lamprotornis splendidus) |
|  |                                           |

|  | Zweifarben-Glanzstar (Lamprotornis bicolor)                                                                                     |
|  | |
|  | \| \| Weißscheitel-Glanzstar (Lamprotornis albicapillus) \| \| \| \| \| \| Fischerglanzstar (Lamprotornis fisherii) \| \| \| \| |
|  | |
|  | Weißscheitel-Glanzstar (Lamprotornis albicapillus)                                                                              |
|  | |
|  | Fischerglanzstar (Lamprotornis fisherii)                                                                                        |
|  | |

|  | Weißscheitel-Glanzstar (Lamprotornis albicapillus) |
|  |                                                    |
|  | Fischerglanzstar (Lamprotornis fisherii)           |
|  |                                                    |

|  | Zweifarben-Glanzstar (Lamprotornis bicolor)                                                                                     |
|  | |
|  | \| \| Weißscheitel-Glanzstar (Lamprotornis albicapillus) \| \| \| \| \| \| Fischerglanzstar (Lamprotornis fisherii) \| \| \| \| |
|  | |
|  | Weißscheitel-Glanzstar (Lamprotornis albicapillus)                                                                              |
|  | |
|  | Fischerglanzstar (Lamprotornis fisherii)                                                                                        |
|  | |

|  | Weißscheitel-Glanzstar (Lamprotornis albicapillus) |
|  |                                                    |
|  | Fischerglanzstar (Lamprotornis fisherii)           |
|  |                                                    |

|  | Zweifarben-Glanzstar (Lamprotornis bicolor)                                                                                     |
|  | |
|  | \| \| Weißscheitel-Glanzstar (Lamprotornis albicapillus) \| \| \| \| \| \| Fischerglanzstar (Lamprotornis fisherii) \| \| \| \| |
|  | |
|  | Weißscheitel-Glanzstar (Lamprotornis albicapillus)                                                                              |
|  | |
|  | Fischerglanzstar (Lamprotornis fisherii)                                                                                        |
|  | |

|  | Weißscheitel-Glanzstar (Lamprotornis albicapillus) |
|  |                                                    |
|  | Fischerglanzstar (Lamprotornis fisherii)           |
|  |                                                    |

|  | Zweifarben-Glanzstar (Lamprotornis bicolor)                                                                                     |
|  | |
|  | \| \| Weißscheitel-Glanzstar (Lamprotornis albicapillus) \| \| \| \| \| \| Fischerglanzstar (Lamprotornis fisherii) \| \| \| \| |
|  | |
|  | Weißscheitel-Glanzstar (Lamprotornis albicapillus)                                                                              |
|  | |
|  | Fischerglanzstar (Lamprotornis fisherii)                                                                                        |
|  | |

|  | Weißscheitel-Glanzstar (Lamprotornis albicapillus) |
|  |                                                    |
|  | Fischerglanzstar (Lamprotornis fisherii)           |
|  |                                                    |

|  | Zweifarben-Glanzstar (Lamprotornis bicolor)                                                                                     |
|  | |
|  | \| \| Weißscheitel-Glanzstar (Lamprotornis albicapillus) \| \| \| \| \| \| Fischerglanzstar (Lamprotornis fisherii) \| \| \| \| |
|  | |
|  | Weißscheitel-Glanzstar (Lamprotornis albicapillus)                                                                              |
|  | |
|  | Fischerglanzstar (Lamprotornis fisherii)                                                                                        |
|  | |

|  | Weißscheitel-Glanzstar (Lamprotornis albicapillus) |
|  |                                                    |
|  | Fischerglanzstar (Lamprotornis fisherii)           |
|  |                                                    |

|  | Zweifarben-Glanzstar (Lamprotornis bicolor)                                                                                     |
|  | |
|  | \| \| Weißscheitel-Glanzstar (Lamprotornis albicapillus) \| \| \| \| \| \| Fischerglanzstar (Lamprotornis fisherii) \| \| \| \| |
|  | |
|  | Weißscheitel-Glanzstar (Lamprotornis albicapillus)                                                                              |
|  | |
|  | Fischerglanzstar (Lamprotornis fisherii)                                                                                        |
|  | |

|  | Weißscheitel-Glanzstar (Lamprotornis albicapillus) |
|  |                                                    |
|  | Fischerglanzstar (Lamprotornis fisherii)           |
|  |                                                    |

|  | Zweifarben-Glanzstar (Lamprotornis bicolor)                                                                                     |
|  | |
|  | \| \| Weißscheitel-Glanzstar (Lamprotornis albicapillus) \| \| \| \| \| \| Fischerglanzstar (Lamprotornis fisherii) \| \| \| \| |
|  | |
|  | Weißscheitel-Glanzstar (Lamprotornis albicapillus)                                                                              |
|  | |
|  | Fischerglanzstar (Lamprotornis fisherii)                                                                                        |
|  | |

|  | Weißscheitel-Glanzstar (Lamprotornis albicapillus) |
|  |                                                    |
|  | Fischerglanzstar (Lamprotornis fisherii)           |
|  |                                                    |

|  | Zweifarben-Glanzstar (Lamprotornis bicolor)                                                                                     |
|  | |
|  | \| \| Weißscheitel-Glanzstar (Lamprotornis albicapillus) \| \| \| \| \| \| Fischerglanzstar (Lamprotornis fisherii) \| \| \| \| |
|  | |
|  | Weißscheitel-Glanzstar (Lamprotornis albicapillus)                                                                              |
|  | |
|  | Fischerglanzstar (Lamprotornis fisherii)                                                                                        |
|  | |

|  | Weißscheitel-Glanzstar (Lamprotornis albicapillus) |
|  |                                                    |
|  | Fischerglanzstar (Lamprotornis fisherii)           |
|  |                                                    |